# RAS症候群
RAS症候群（ラスしょうこうぐん、英: RAS syndrome）とは、ある頭字語を、その頭字語を構成する単語と組み合わせて使用してしまうことである。すなわち、頭字語を元の形に開くと、同じ単語が繰り返し現れることを意味する。症候群と付くが、何らかの病気を表す言葉ではない。
例えば、PIN番号（PINのNはnumber（番号）の意味）などが知られている。また、RAS症候群の「RAS」も、Redundant Acronym Syndrome（冗長な頭字語症候群）の略で、この言葉自体がRAS症候群の「症例（自己整合語）」となっている。
この言葉は、2001年に『ニュー・サイエンティスト』のコラムで使われたものが広まったものである。多くのスタイルガイドでは、このような冗長な表現をしないよう勧告しているが、話し言葉では広く使用されている。日本語においては、外国語の文字と日本語の文字が混在することになるため、このような現象がさらに起こりやすい。特に、頭字語を多用するコンピュータ業界では数多く見られる。

## 例
太字が意味の重複した単語。
- BB弾 - Ball Bullet（由来が二種類有り Ball bearing の場合はRAS症候群ではない）。
- MIDI インターフェイス -  Music Instruments Digital Interface
- BMI指数 - Body Mass Index
- DCコミックス - Detective Comics
- DVDディスク - Digital Versatile Disc
- FTPプロトコル - File Transfer Protocol
- HAART療法 - Highly Active Anti-Retroviral Therapy
- HDDドライブ - Hard Disk Drive
- HIVウイルス - Human Immunodeficiency Virus
- HTML言語 - Hyper-Text Markup Language
- ISBN番号 - International Standard Book Number
- ITテスト - Integration Test
- IT技術 - Information Technology
- JIS規格 - Japanese Industrial Standards
- MMCカード - Multi Media Card
- PDF形式 - Portable Document Format
- RV車/SUV車/EV車 - Recreational Vehicle/Sport Utility Vehicle/Electric Vehicle

## 原因
編集技術として、分かりやすさを向上させるために冗長性を排除することはあるが、自然言語においては、あえて冗長性を持たせることも多い。著述家のビル・ブライソンは次のように述べている。
全ての繰り返しが悪いわけではない。繰り返しは効果的に、あるいは明瞭にするために、あるいは慣用句を考慮して使われる。「SALT交渉」(SALT talks)や「HIVウイルス」(HIV virus)は、2番目の単語が既にその前の略語に含まれているので、技術的には冗長である。しかし、それを遺憾に思うのは気難しい人だけである。"wipe that smile off your face"という表現で、顔以外に笑う場所はないので"your face"は冗長であるが、この2語がなければこの表現は成り立たないのと同様である。
冗長性を限定的に使うことで、全ての読者に対して、少なくともそれを必要とする読者の補助として、意思疎通を円滑にすることができる。この例として、無線電話における通話表の必要性が挙げられる。RAS症候群もこの例として見ることができる。冗長性により、文脈を理解しやすくし、「アルファベット・スープ指数」（略語や頭字語の氾濫）を低下させることで、聞き手の補助となる。
外国語の頭字語は、それが翻訳されない場合には未解析の形態素として扱われる。例えば、日本語やフランス語では「IPプロトコル」や"le protocole IP"（Internet Protocol protocol）という言い方はよくされるし、英語では"please RSVP"（RSVPの部分を英語に訳すと"please respond please"のような意味になる）という表現はよく使われる。これは、トポニムの多くがトートロジー（同語反復）になるのと同じ言語学的理由で発生するものである。多くの場合は、外来語由来の略語の元の意味を理解していないためであり、あるいは、単に慣用的な使われ方をしているためである。

## RAS症候群ではない例
繰り返し現れる単語があっても、RAS症候群ではない例がある。例えば、レーザー(laser)は"light amplification by stimulated emission of radiation"の略語であり、レーザー光線(laser light)という表現は"light"が重複しているが、レーザーは光を増幅するプロセスのことであってそれ自体は光線ではないため、光線を後につけても冗長ではない。同様に、石油輸出国機構の略称OPECのCは"Countries"の頭文字であるが、OPECという言葉は組織を表すものであり、"OPEC countries"（OPEC諸国）はOPEC加盟国という意味であって、冗長ではない。